# Colin Campbell Cooper

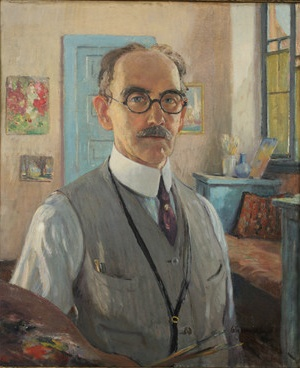
Zelfportret, 1922

Colin Campbell Cooper (Philadelphia, 8 maart 1856 – Santa Barbara, Californië, 6 november 1937) was een Amerikaans kunstschilder, gerekend tot het impressionisme. Hij maakte vooral naam met zijn stadsgezichten van New York, Chicago en Philadelphia, maar schilderde ook in Nederland en België.

## Leven en werk
Cooper werd geboren in een welvarende familie met Engels-Ierse wortels. Zijn grootvader van chirurg, zijn vader advocaat en zijn moeder was een succesvol amateurschilderes. Zijn ouders stimuleerden hem in zijn artistieke ambities. Hij doorliep de Pennsylvania Academy of the Fine Arts, waar hij studeerde onder Thomas Eakins. In 1886 maakte hij een studiereis door Nederland, België en Engeland, om vervolgens tot 1890 te gaan studeren aan de Académie Julian te Parijs, onder William-Adolphe Bouguereau en Jules Joseph Lefebvre.
Terug in Amerika ging hij onder andere doceren aan de Drexel University in Philadelphia, van 1895 tot 1898. In de zomers reisde hij naar Nederland, waar hij schilderde in kunstenaarskolonies te Laren en Dordrecht. In Dordrecht leerde hij ook de kunstschilderes Emma Lampert (1855–1920) kennen, met wie hij in 1897 zou trouwen. Van 1898 tot 1900 zouden ze samen in Nederland wonen en van daaruit ook werken in België en Noord-Frankrijk. In deze periode ontwikkelde hij ook de impressionistische stijl die hij de rest van zijn leven zou aanhouden.
In 1900 vestigde Cooper zich definitief in de Verenigde Staten, eerst in Philadelphia, om in 1904 naar New York te verhuizen. Vanaf deze tijd zou hij naam maken met talloze stadsgezichten, waarbij de wolkenkrabber vaak een centraal element vormt. Zijn werken in olie zijn vaak in groot formaat, waaraan hij vaak kleinere studies in waterverf vooraf liet gaan. Hij hield grote succesvolle exposities, vaak samen met zijn vrouw, en had rond 1910 de naam samen met Childe Hassam de belangrijkste impressionistische kunstschilder van Amerika te zijn. Zijn schilderij Fifth Avenue, New York werd door de Franse regering aangekocht voor het Musée du Luxembourg. The New York Times noemde hem in 1911 "the skyscraper artist par excellence of America".
Cooper en zijn vrouw bleven altijd verre reizen maken en bezochten onder andere tweemaal Azië. In 1912 waren ze aan boord van het stoomschip Carpathia, dat de overlevenden van de Titanic uit zee oppikte. Cooper zou later ook diverse schilderwerken maken naar aanleiding van deze scheepsramp.
In 1920 overleed Coopers vrouw aan tuberculose, waarna hij zich vestigde in Santa Barbara, vanwege de rust en het klimaat. Wel maakte hij begin jaren twintig nog een uitgebreide reis door Europa en Noord-Afrika, waarbij hij opnieuw ook Nederland aandeed. Op latere leeftijd begon hij ook te schrijven en publiceerde onder andere zijn autobiografie. Hij hertrouwde in 1927. In 1937 overleed hij, 81 jaar oud.
Werk van Cooper is onder andere te zien in het Brooklyn Museum, het Dallas Museum of Art, het Metropolitan Museum of Art, het Musée du Luxembourg (Parijs), de Smithsonian Institution, de Pennsylvania Academy of the Fine Arts en het Philadelphia Museum of Art. Ook in het Witte Huis hangen werken van Cooper.

## New York

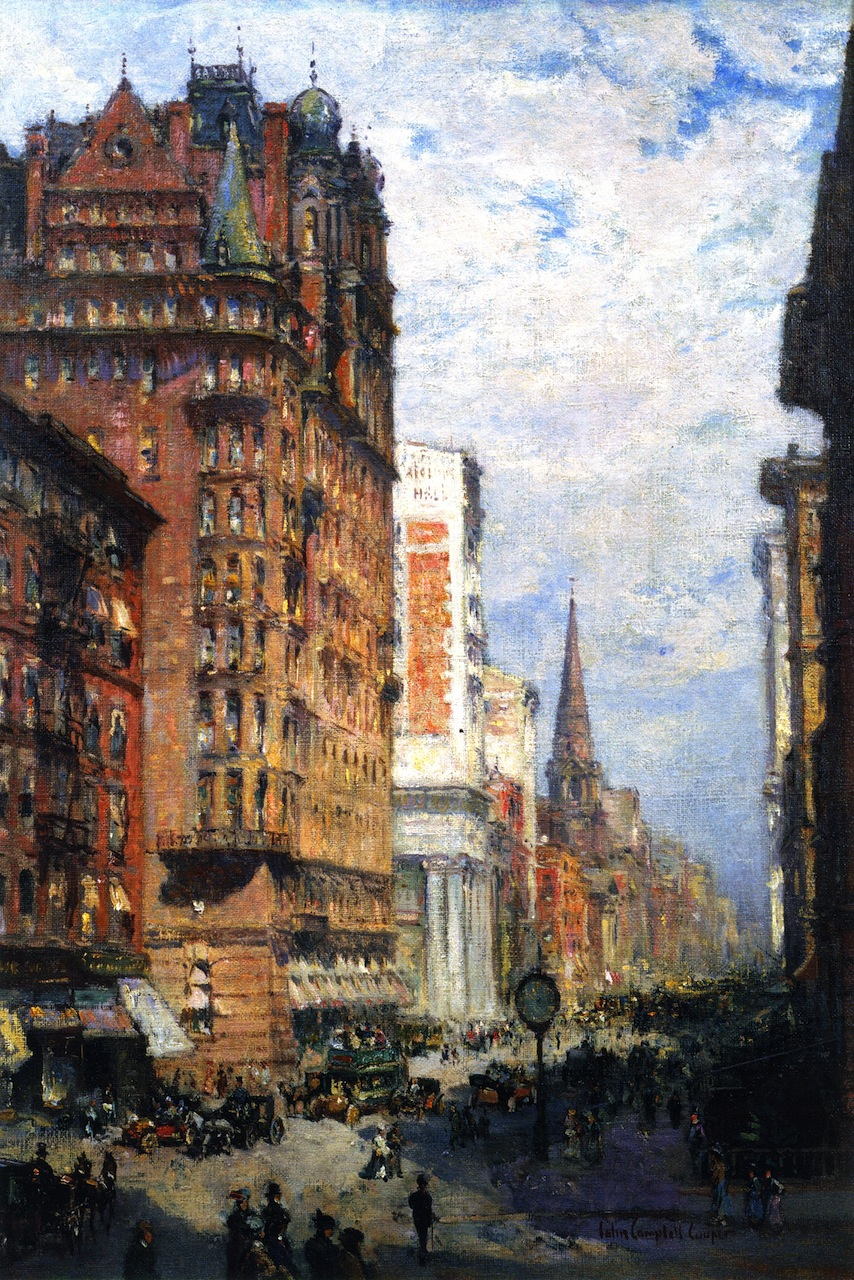
Fifth Avenue, New York City
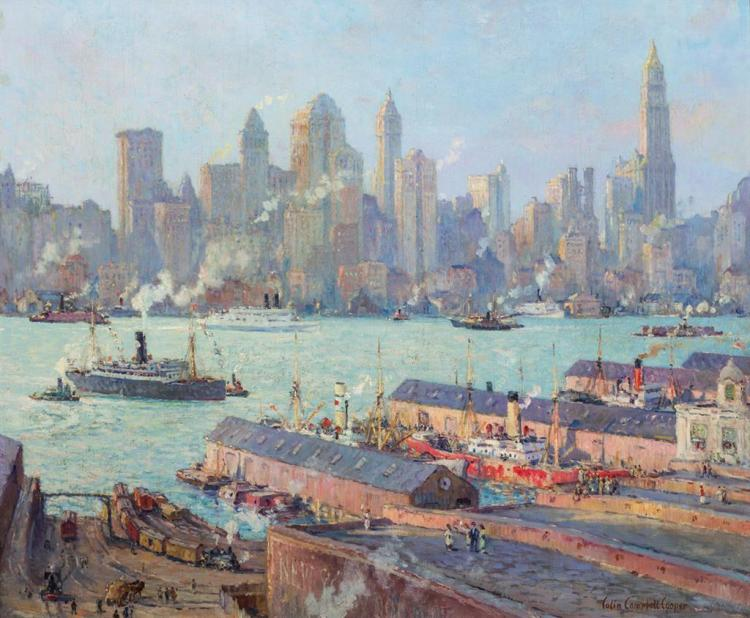
New York from Brooklyn
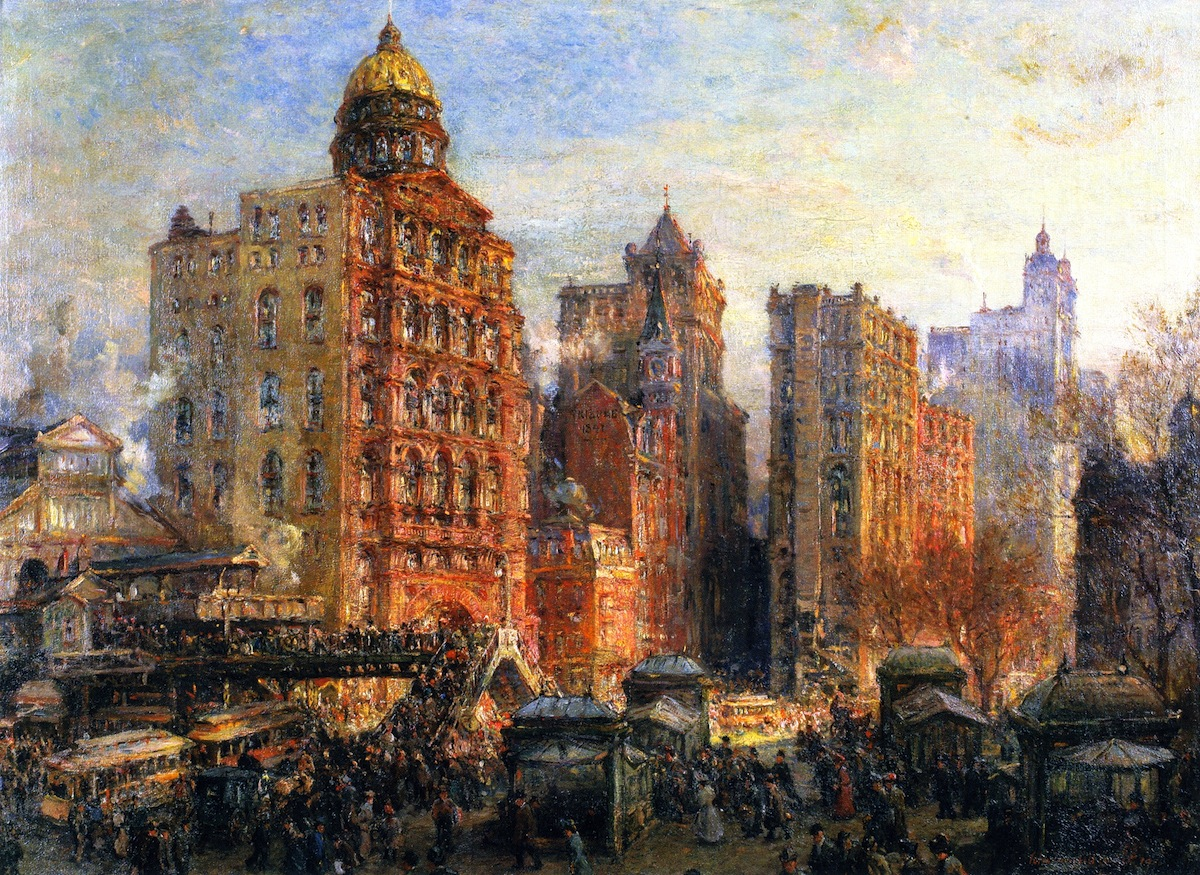
The Rush Hour, New York City
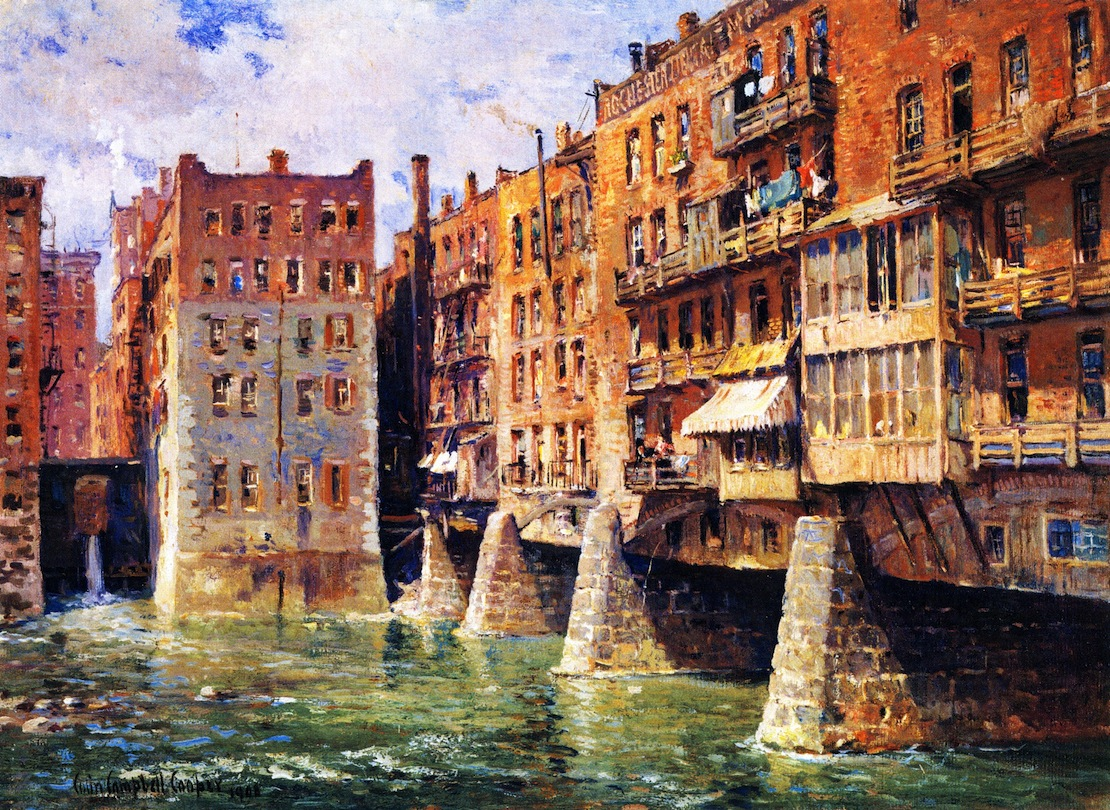
Main Street Bridge, Rochester, New York
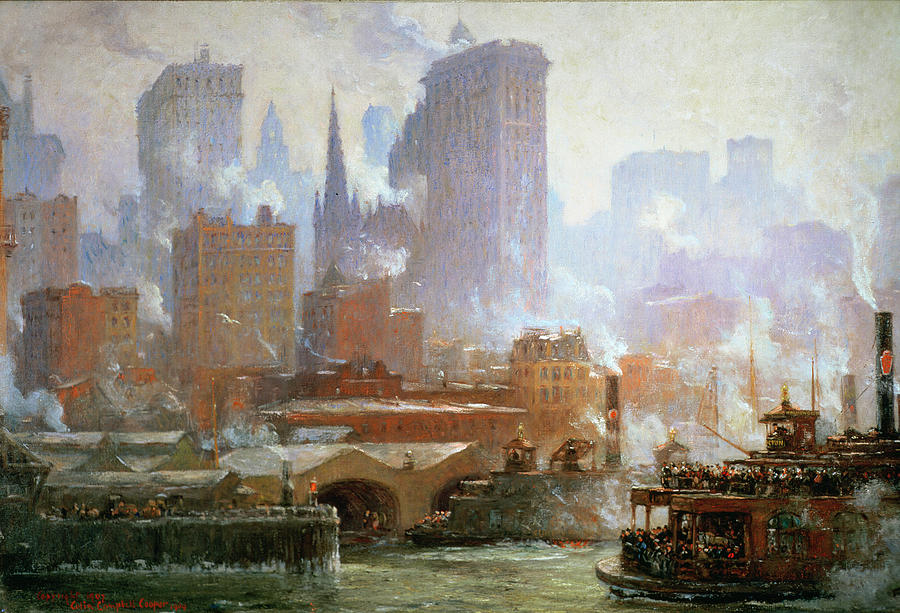
The Wallstreet Ferry Ship

## Nederland en België, 1895-1900

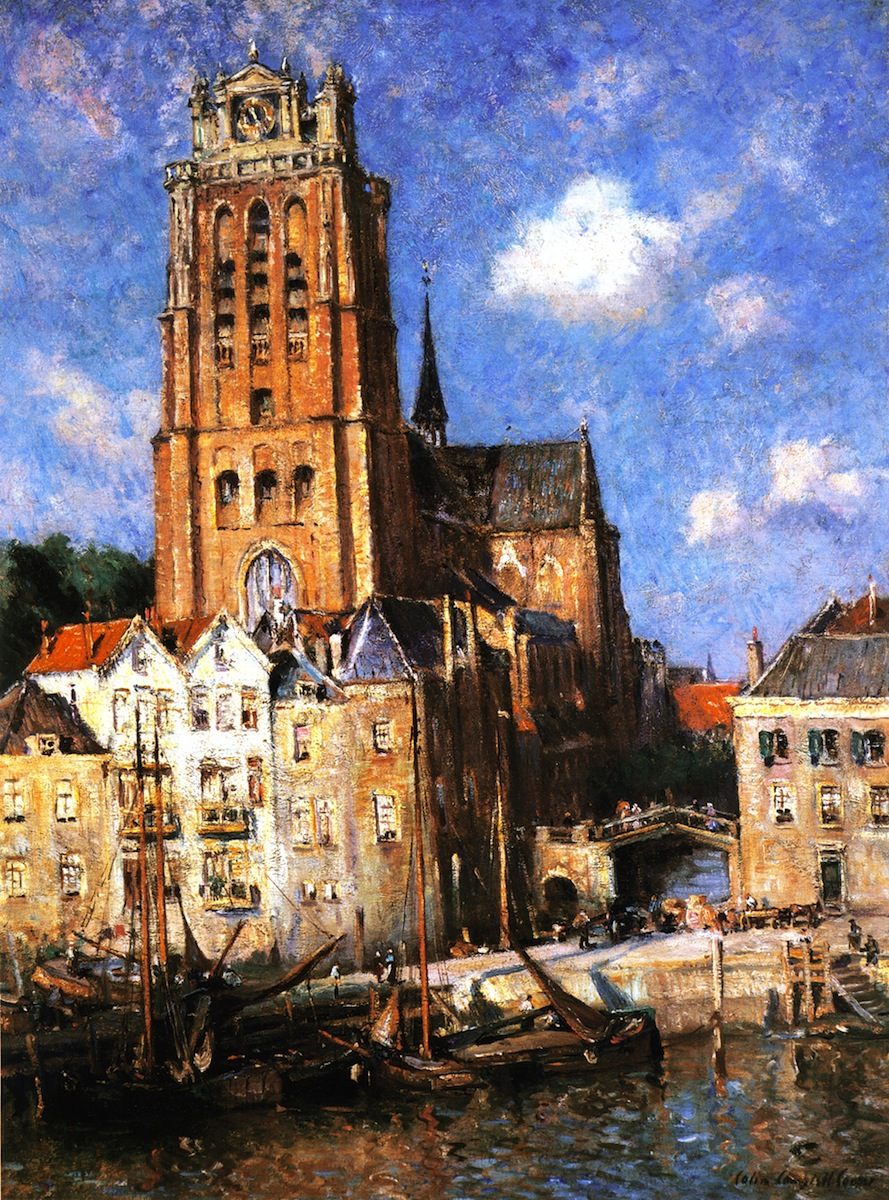
Dordrecht Harbor
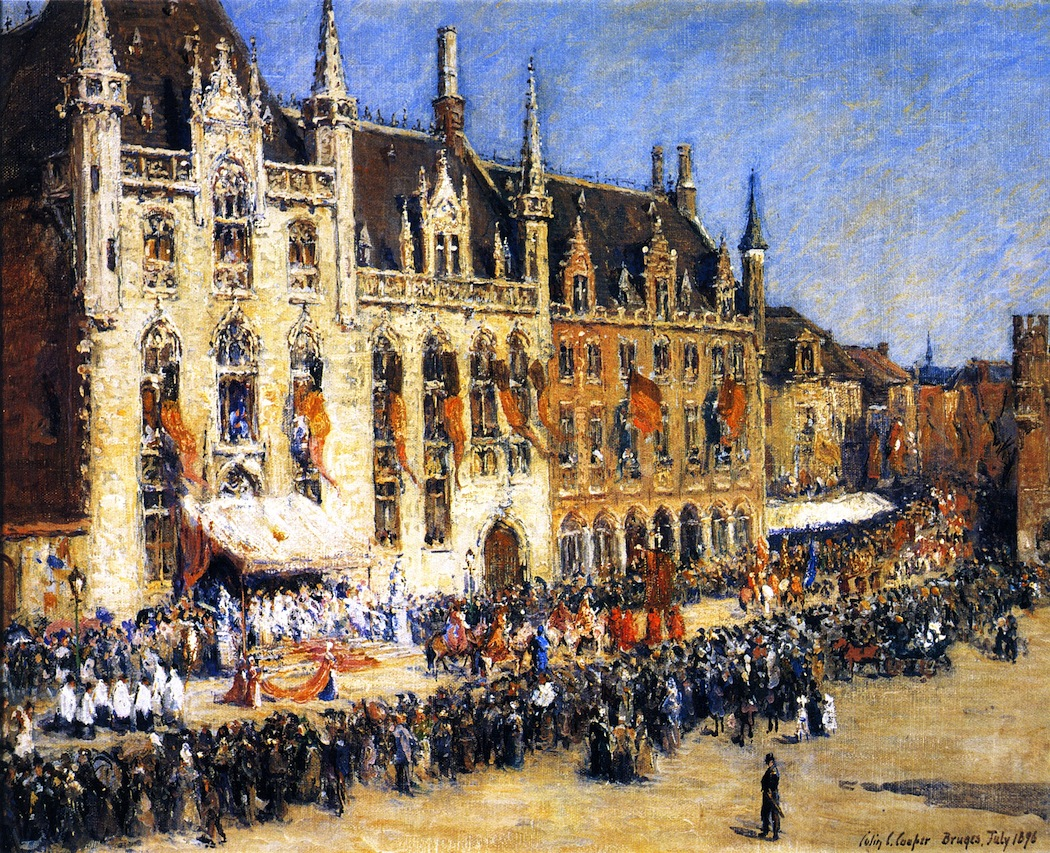
The Pageant at Bruges
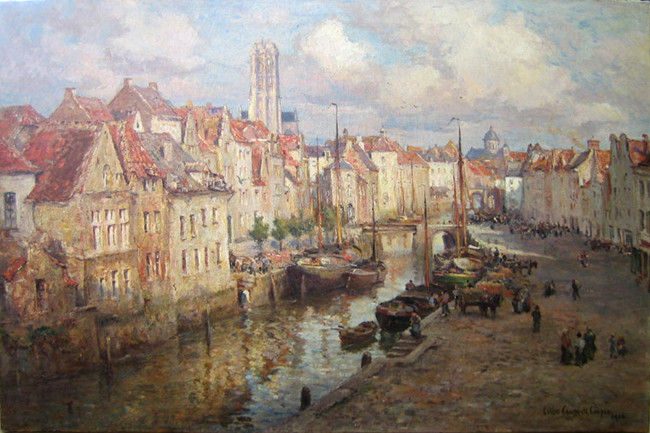
Malines
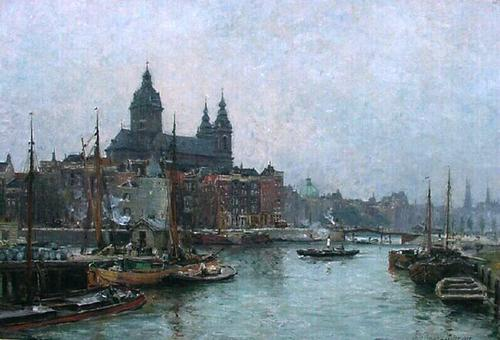
Amsterdam
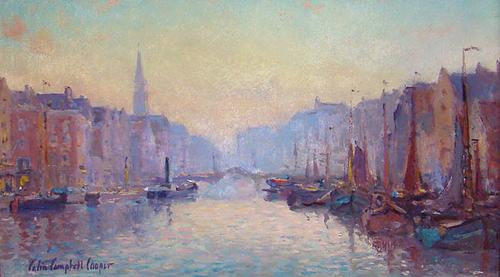
Canal in Rotterdam